# Dipylon-Amphora

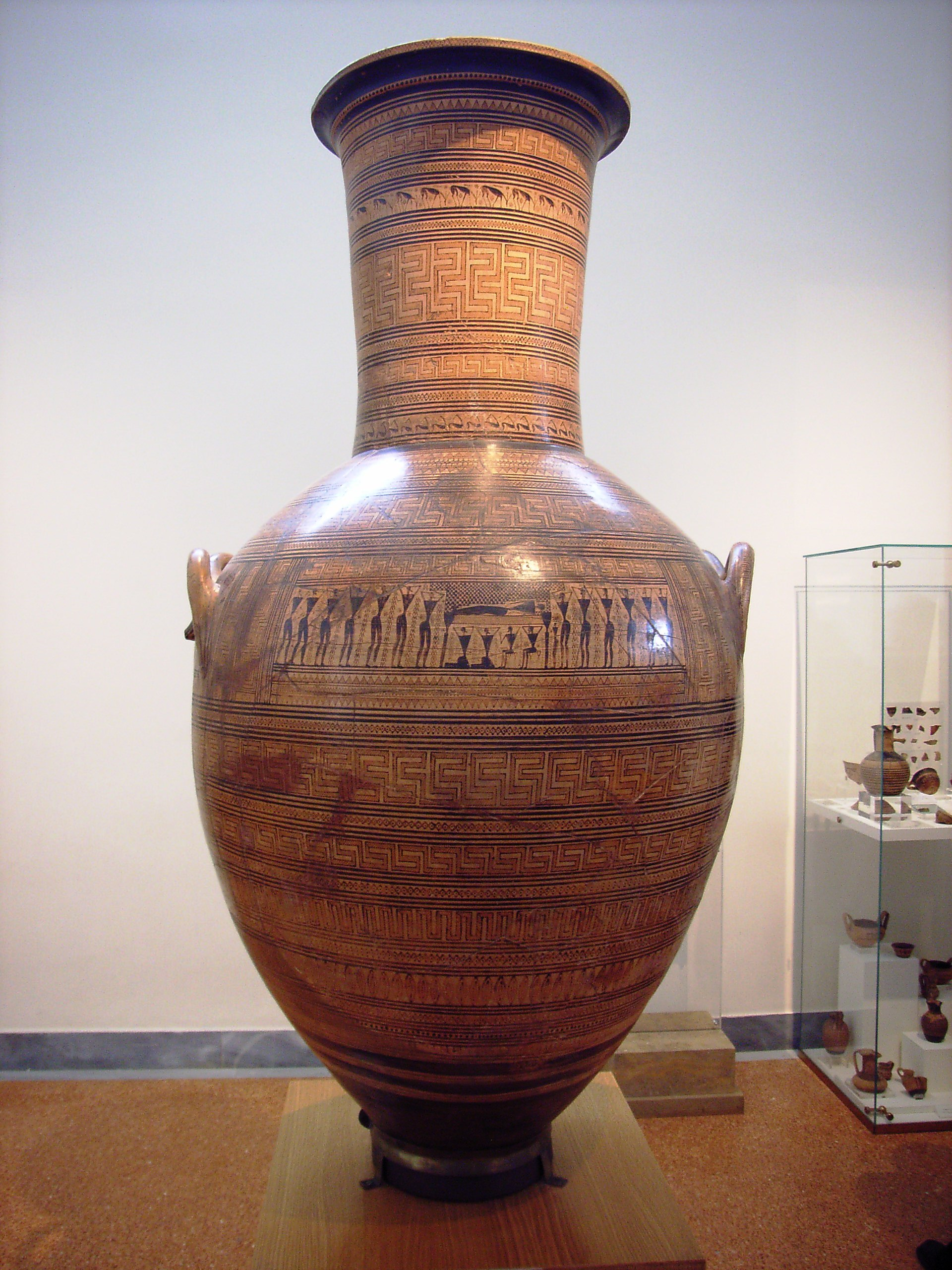
Gesamtansicht, Vorderseite

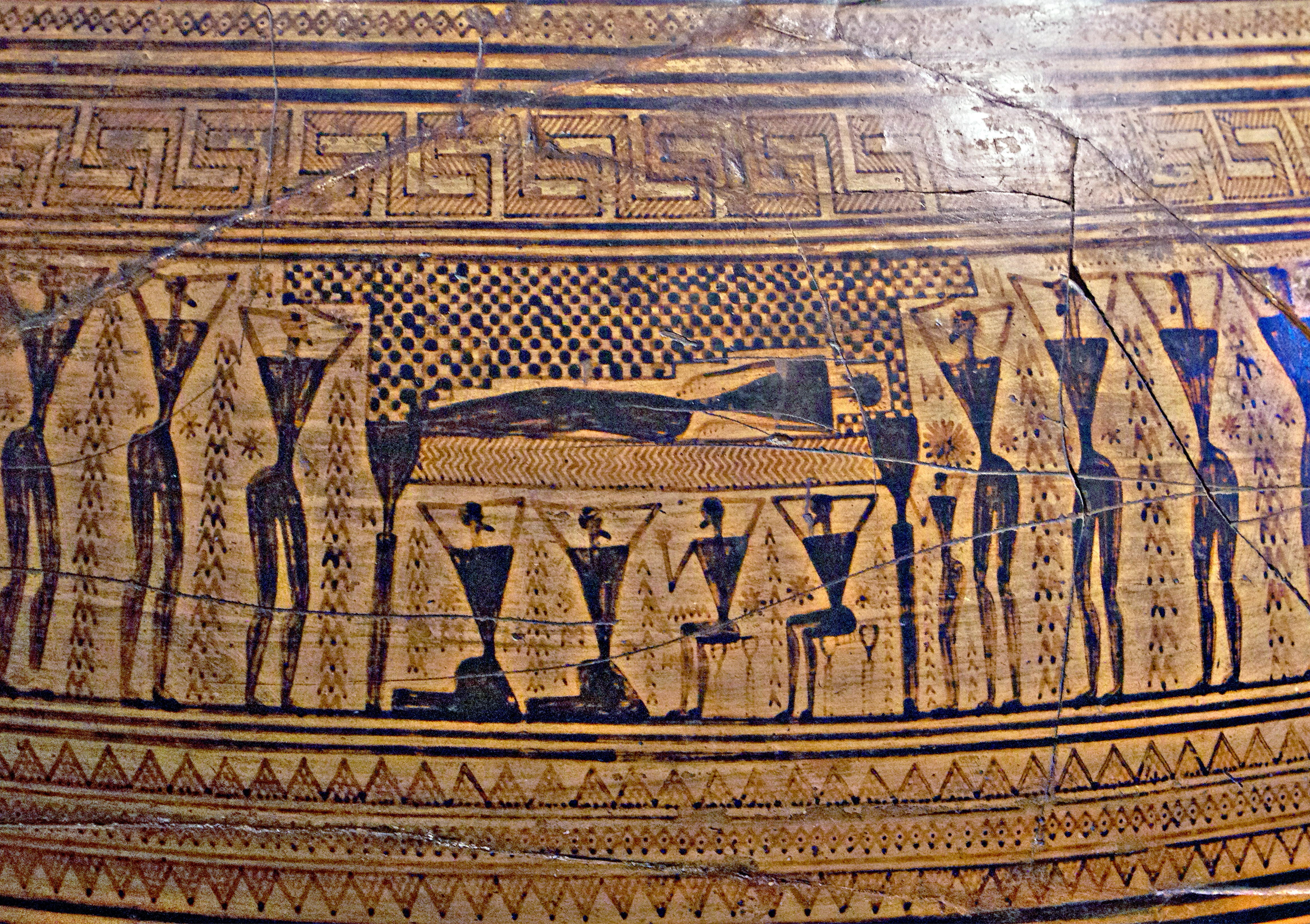
Detailansicht: Prothesis

Als Dipylon-Amphora, auch Dipylon-Vase, wird eine der bekanntesten antiken griechischen Vasen bezeichnet, die vom Dipylon-Maler am Beginn des spätgeometrischen Stils (um 760/50 v. Chr.) in Athen geschaffen wurde. Wahrscheinlich war der Vasenmaler auch der Töpfer des Stückes. 
Die Dipylon-Vase wurde in Athen am später errichteten Dipylon-Tor gefunden, in der Nähe des Friedhofes auf dem Kerameikos. Da sowohl der Maler als auch die Vase aufgrund ihres Fundortes ihre Namen bekamen, handelt es sich um die Namenvase des Künstlers. Möglicherweise kam die Vase nach der Zerstörung der Stadt durch die Perser 490 v. Chr. dorthin und stand zuvor auf einem Grab. Das Stück befindet sich heute im Archäologischen Nationalmuseum Athen.

## Beschreibung und Einordnung
Die monumentale, 1,55 Meter hohe Bauchhenkel-Amphora – auf zwei gegenüber liegenden Seiten sind an der Stelle des größten Durchmessers zwei Doppelhenkel angebracht – war eine Grabvase und kennzeichnete das Grab einer Frau. Männergräber wurden durch monumentale Kratere gekennzeichnet. Die Werkstatt des Dipylon-Malers war auf die Herstellung solcher Vasen spezialisiert. 
Die Dipylon-Amphora gilt als bedeutendstes Werk der geometrischen Vasenmalerei, in das der beste Keramiker seiner Zeit sein volles Können gesetzt hat. „Die Architektur der Vase und die Gliederung ihrer Teile sind unvergleichlich. In ihrer Dekoration findet die geometrische Kunst ihren reichsten und vollkommensten Ausdruck“. Der Hauptfries der Vase zeigt eine Prothesis, die Aufbahrung einer Toten, wie es auf derartigen Vasen üblich war. Im gerahmten Hauptfeld stellt der Maler 19 Personen in der für die Zeitstellung der Vase üblichen Silhouettentechnik dar. Die Tote liegt auf einer Bahre, dem Zuschauer wird nichts vorenthalten. Selbst das Bahrtuch wird von den Personen links und rechts der Bahre angehoben und über der Toten gezeigt. Am Kopfende der Bahre steht ein Kind, dahinter folgen sechs Frauen. Am Fuß der Bahre stehen weitere fünf Frauen und zwei Männer. Das Kind und die Frauen haben ihre Arme als Klagegeste auf ihre Köpfe gelegt. Die Männer, die erkennbar an ihren Schwertern und Dolchen sind, haben nur einen Arm zur Klage erhoben. Vor der Bahre befinden sich vier weitere Personen. Zwei Frauen knien, eine weitere Frau und ein Mann sitzen auf Stühlen vor der Toten. Wie für den Dipylon-Maler üblich, bildet der Brustkorb der Figuren ein gleichseitiges Dreieck, das von den nach oben ausgestreckten Armen noch weitergeführt wird. Hände und Finger werden nur dann gezeigt, wenn sie für die Handlung wichtig sind. In dieser Darstellung sieht man die gespreizten Finger nur bei der Toten, die auf diese Weise auch als Verstorbene gekennzeichnet ist. Die Verstorbene ist durch ihren Rock als Frau gekennzeichnet.

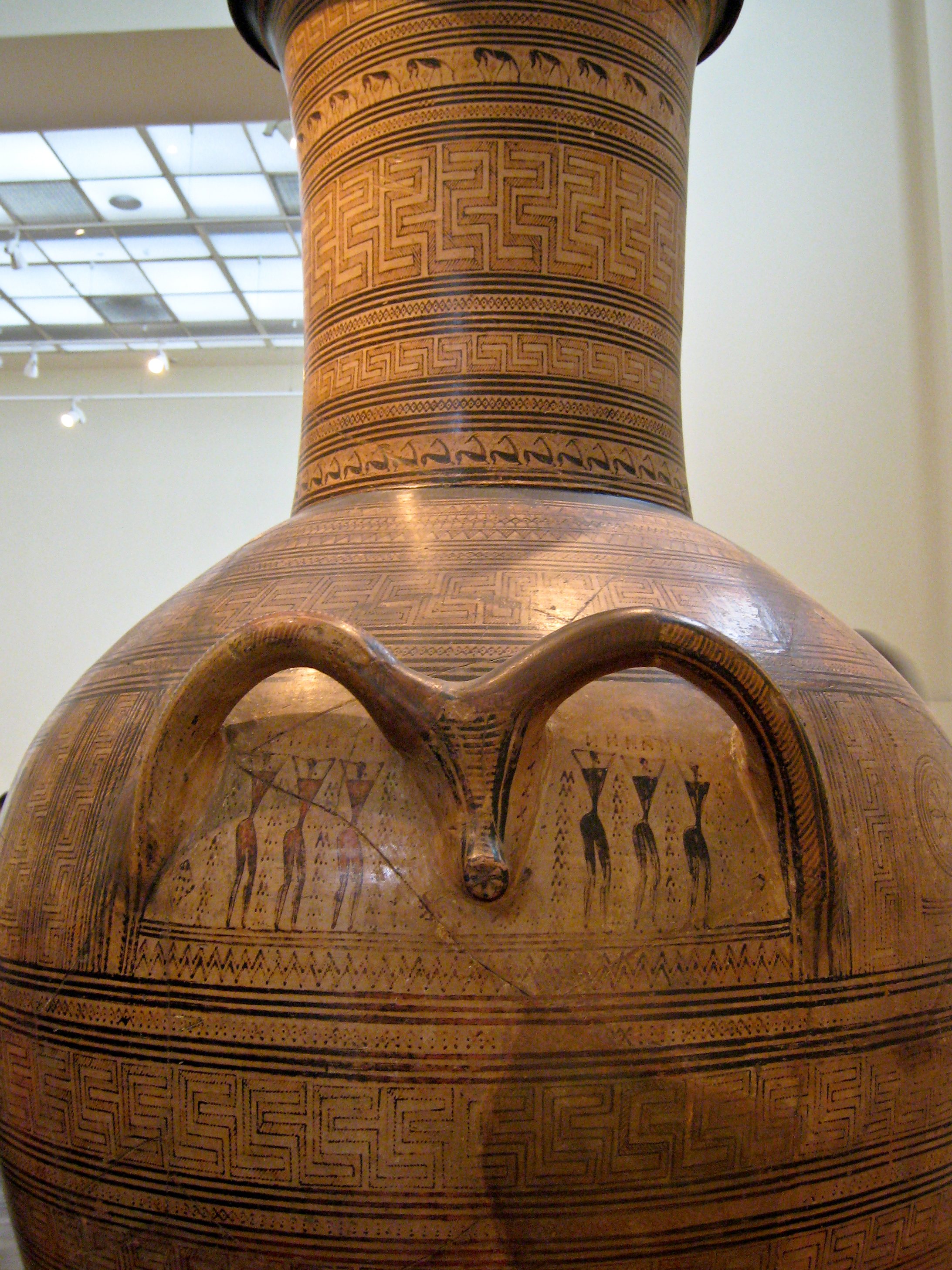
Dipylon-Amphora, Detail: Bauchhenkel

Zwischen den Figuren sind Füllornamente aufgemalt, die die Szene in die restliche Verzierung der Vase einbinden. Somit mildern sie den Kontrast zwischen den ornamentalen, geometrischen Mustern und der Personendarstellung, die sonst wohl wie ein Fremdkörper gewirkt hätte. Die Ornamente auf Bauch und Hals der Amphora sind von höchster Qualität. Sie betonen den Aufbau der Vase und passen sich auch der Form der Vase an. In der Mitte des Halses, auf der Schulter und in der Mitte des Bauches zeigt der Dipylon-Maler ein Ornament, das er wohl selbst erfunden hat, den Doppelmäander. Eine weitere Neuerung sind die beiden Tierfriese auf dem Hals. Sie orientieren sich wohl an orientalischen Vorbildern und dort möglicherweise an Goldbändern. Der obere Fries zeigt äsende Rehe, der untere Steinböcke, die auf ihren eingeknickten Vorderbeinen ruhen.

## Belege
1. ↑  Inventarnummer 804.
2. ↑  Manolis Andronikos: Nationalmuseum, Ekdodike, Athen 1980, S. 60.